# Agujetas

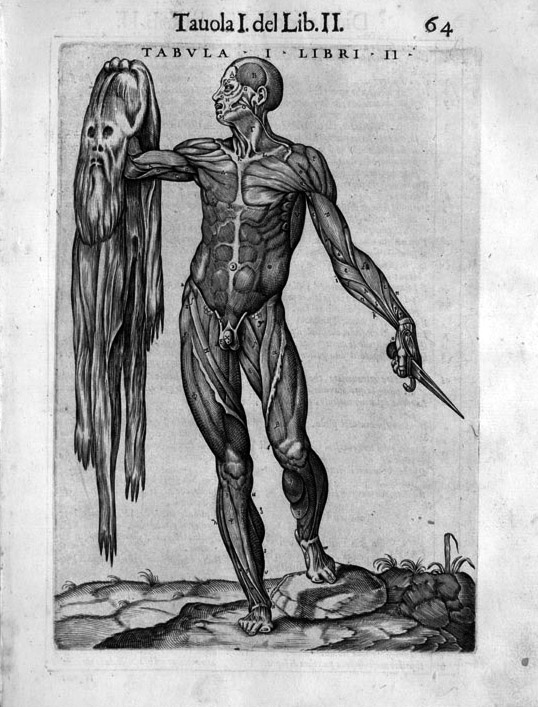
Se consideran un dolor muscular localizado debido a la práctica de ejercicio.

Las agujetas o envaramiento (nombre médico: mialgia diferida) es el nombre coloquial de un dolor muscular llamado dolor muscular de aparición tardía (DMAT) acompañado de una inflamación muscular, que generalmente aparece después de efectuar una actividad física más intensa de lo acostumbrado. Existen diversas hipótesis acerca del fundamento de la mialgia diferida:
- Microrroturas de fibras musculares: esta hipótesis es la más aceptada por la comunidad científica;[4] menciona que el dolor muscular y la inflamación se producen debido al número de microfibras rotas durante la práctica del ejercicio. El término microrrotura o rotura se puede usar independientemente del daño causado en la fibra.
- Temperatura incrementada localmente en los músculos: esta hipóteis menciona que durante la práctica del ejercicio el músculo se calienta y en algunas zonas se producen «microlesiones». Posee cierta similitud con la hipótesis de las microrroturas musculares y la comunidad científica está pendiente de más investigaciones al respecto.
- Acumulación de ácido láctico: esta hipótesis menciona que el ácido láctico resultante de la actividad metabólica en las células musculares acaba «cristalizando», lo que provocaría el dolor muscular debido a la presencia de estos cristales intersticiales en el músculo.[5] Sin embargo, esta hipótesis ha demostrado no ser cierta, además personas con la enfermedad de McArdle que también experimentan el dolor.

Existen otras hipótesis que aportan explicaciones a algunos efectos de la mialgia, quedando sin explicar otros.

## Síntomas

### Microrroturas de fibras musculares
La hipótesis de la microrrotura es clásica, ya que en el año 1902 se formuló por primera vez; en ella se menciona que la mialgia aparece tras la práctica deportiva se explica mediante alguna literatura científica como una rotura de fibras musculares en su mínima expresión, técnicamente es la rotura de los sarcómeros musculares, lo que acaba produciendo un efecto de inflamación ligero del músculo afectado. Este dolor se debe a que la fibra muscular es débil, y no es capaz de sostener el nivel de ejercicio. Los patrones de ruptura dentro del músculo son completamente aleatorios. Parece haber datos empíricos que muestran más microrrupturas en los músculos de contracción rápida. Esta hipótesis parece ser la más aceptada por la comunidad científica, y se han realizado numerosos estudios en deportistas.
Las zonas más afectadas por este dolor son las uniones musculares y los tendones cerca de las articulaciones; esto se debe a que la zona musculotendinosa es donde existen más fibras musculares débiles y más tensión. Existe un segundo supuesto: los receptores del dolor (nociceptores) se encuentran en mayor cantidad en estas regiones. El dolor muscular suele tener un período que oscila entre los 5 y 7 días, con un pico de dolor que se muestra en los 3 primeros días tras el ejercicio. Por ejemplo, el dolor y la relajación de los músculos no contribuye a la pérdida de fuerza que aparece en los días de recuperación, no existen pruebas de una inhibición neuronal sobre los músculos ni una desactivación en las unidades motoras. El dolor y la debilidad muscular se deben, principalmente, a los procesos inflamatorios más que al daño micromuscular producido. Las investigaciones realizadas se han fundamentado en el desbalance sobre la homeostasis del calcio en los tejidos musculares debida a las microrroturas musculares.

### Aumento de la temperatura
Durante un ejercicio intenso las células musculares pueden alcanzar temperaturas entre los 38 °C y los 54 °C, lo que supone una muerte celular o necrosis. Este proceso genera una desorganización estructural en los músculos que acaba generando un dolor generalizado en ciertos músculos. Esta hipótesis se ha convertido en una derivación de la microrrotura de las fibras musculares, ya que puede considerarse como una causa más de esta.

### Acumulación de ácido láctico
La hipótesis fue enunciada por primera vez por Assmussen en el año 1956. Según Assmussen, en condiciones de anoxia (falta de oxígeno), como la que ocurre en las células musculares durante un ejercicio intenso, el metabolismo cambia y las células fermentan los nutrientes para conseguir energía. La fermentación produce mucha menos energía que el metabolismo normal, que degrada la glucosa a dos ácidos pirúvicos, y este se degrada completamente por otras rutas metabólicas. Sin embargo, en la fermentación, el ácido pirúvico se transforma en ácido láctico que cristaliza en el músculo. El dolor producido, por lo tanto, sería el resultado de la acidez incrementada captada por los nervios y por las microrroturas del músculo debido a los cristales.

### Espasmo muscular
Introducida en el año 1961 por Dvries; esta hipótesis propone que el dolor sea resultado de pequeñas descargas eléctricas debido a la fatiga del músculo. Durante un período de actividad intensa las contracciones musculares reducen el flujo sanguíneo, lo que produce daños a las células (isquemia) y también un estímulo en las terminaciones nerviosas, que vuelven a contraer la fibra muscular, con lo que se repite el ciclo. El aumento de la actividad eléctrica produce, además de la excitación de los nervios, una gran fatiga muscular por la falta de flujo sanguíneo. La hipótesis ha sido criticada por algunos estudiosos de la fisiología y hoy en día se pone en duda.

## Tratamiento
Se han investigado numerosos tratamientos contra la mialgia diferida tanto en situaciones previas como posteriores al ejercicio. Estas intervenciones se pueden clasificar en tres amplias categorías:
- Farmacológicas, que emplean tratamientos de productos AntiInflamatorios No Esteroideos - AINEs - (denominados en inglés nonsteroidal anti-inflammatory drugs o NSAIDs). Estos métodos se centran básicamente en aliviar el dolor causado por las agujetas. No obstante, los resultados acerca de sus beneficios son muy confusos, ya que existe abundante literatura que demuestra tanto sus efectos beneficiosos como los neutros.[14] Algunos medicamentos han sido ligeramente beneficiosos, como el ibuprofeno[21][22] o el naproxeno.[23] Sin embargo, hay estudios que mencionan el efecto nulo de la aspirina (a pesar de la creencia popular).[24]
- Terapias físicas / fisioterapias: diversas modalidades de masaje, ejercicios físicos específicos,[25] crioterapia,[26] ultrasonidos, movilización neural,[27] e incluso estimulación eléctrica.[28]
- Dietéticas, que emplean suplementos nutricionales tales como las isoflavonas (como pueden ser las isoflavonas de soja) y algunos aceites procedentes de pescados que se han mostrado eficaces en el tratamiento.[29] Se necesita todavía un corpus de investigación en esta área.
- Otras terapias: respecto a algunas terapias como la oxigenación hiperbárica (HBO, una terapia consistente en la inhalación de oxígeno (O2) a altas dosis) se está produciendo un debate científico en la actualidad.[30]

## Prevención
No existe un método claro para prevenir y tratar las agujetas a pesar de las numerosas investigaciones. Sin embargo, se ha demostrado que los estiramientos musculares previos a la realización del ejercicio, así como posteriores, disminuyen la intensidad del dolor. También tiene efectos positivos sacudirse los músculos durante la realización del ejercicio físico (favorece la circulación sanguínea) y tomarse una ducha fría al concluirlo.
Es conveniente un calentamiento previo, así como el aumento progresivo del nivel de entrenamiento, empezando por ejercicios suaves hasta llegar a los más intensos; de este modo, las fibras musculares se preparan para una situación de esfuerzo. 
Algunos suplementos dietéticos que parecen tener algún efecto en la mialgia diferida son la ubiquinona (coenzima-Q) y la L-carnitina en ciertos trabajos científicos sobre corredores de maratón.

### Postratamiento
Se ha realizado una exhaustiva investigación acerca de cómo tratar las agujetas una vez se han producido. Uno de los métodos más empleados en la medicina deportiva es el masaje muscular. El uso de antioxidantes (vitamina C y E) no ha dado resultados positivos para eliminar sus efectos.
Una idea muy extendida y popular es que el consumo de agua con bicarbonato sódico o azúcar puede utilizarse para combatir las agujetas. Este remedio casero es el resultado de la aceptación masiva de la hipótesis referente al ácido láctico.